# Triangulare Division
Eine triangulare Division (englisch „Triangular Division“), oder auch 3-gliedrige Division, ist die Bezeichnung der Gliederung einer Division, die aus drei Infanterie-Regimentern besteht.

## Geschichte
Divisionen im heutigen Sinn, sowohl als dauerhafter administrativer Verband, als auch als selbstständig operierender Verband einer Armee, entstanden infolge der Französischen Revolution unter dem Eindruck des Ersten Koalitionskrieges. In den folgenden Jahren übernahmen andere europäische Länder die Unterteilung ihrer Armeen in Divisionen. Dabei wurden meistens vier Infanterie-Regimenter einer Division zugeteilt. Eine derartige Division wird Karree-Division genannt.
Erst während des Ersten Weltkriegs wurde in vielen europäischen Armeen die Anzahl der Infanterie-Regimenter innerhalb einer Division auf drei reduziert. Grund dafür war zum einen, eine größere Flexibilität der Division (weniger Männer konnten schneller verlegt werden), zum anderen wurden die freigewordenen Regimenter zu neuen Divisionen zusammengefasst, was schlagartig die Anzahl der Divisionen in den jeweiligen Heeren anstiegen ließ.
Der Prozess der Umstellung dauerte weltweit bis zum Zweiten Weltkrieg an, in dem die US-Armee als letzte Armee ihre Divisionen auf drei Regimenter reduzierte. Um eine Differenzierung zwischen Divisionen mit drei und vier Regimentern zu erhalten, wurde im englischsprachigen Raum der Begriff Square Division für eine Division mit 4 Regimentern und Triangular Division (Triangulare Division) für eine Division mit 3 Regimentern geschaffen.
Nach Ende des Kalten Krieges änderten sich die Auffassungen: die Brigade galt nun als der kleinste mil. Verband, der selbständig zu operieren in der Lage ist. Eine moderne Brigade mag zwar sehr viel mehr Feuerkraft haben als eine veraltete Division, jedoch umfasst die Brigade deutlich weniger Personal. Außer mehr Kampfkraft und weniger Personalumfang sollen moderne Brigaden weniger Aufwand benötigen, um sie zu verlegen, per Schiff oder per Flugzeug.

## Beispiele

### 23. Division
Gliederung der 23. Division (1. Königlich Sächsische) um 1918
- 45. Infanterie-Brigade
  - 1. Königlich Sächsisches Leib-Grenadier-Regiment Nr. 100
  - Grenadier-Regiment „Kaiser Wilhelm, König von Preußen“ Nr. 101
  - Schützen-Füsilier-Regiment „Prinz Georg“ Nr. 108
  - MG-Scharfschützen-Abteilung Nr. 52
  - 1. Eskadron/3. Königlich Sächsisches Husaren-Regiment Nr. 20
- Artillerie-Kommandeur Nr. 23
  - 1. Königlich Sächsisches Feldartillerie-Regiment Nr. 12
  - I. Bataillon/2. Königlich Sächsisches Fußartillerie-Regiment Nr. 19
- 1. (Königlich Sächsisches) Pionier-Bataillon Nr. 12
- Divisions-Nachrichten-Kommandeur Nr. 23

### 2. Division
Gliederung der 2. Japanischen Division um 1945
- 4. Infanterie-Regiment
- 16. Infanterie-Regiment
- 29. Infanterie-Regiment
- 2. Aufklärungs-Regiment
- 2. Feldartillerie-Regiment
- 2. Pionier-Regiment
- 2. Nachschubtransport-Regiment
- Divisions-Nachrichtenabteilung
- Divisions-Waffeninstandsetzungsabteilung
- Divisions-Sanitätsabteilung
- 1. Divisionsfeldspital
- 2. Divisionsfeldspital
- 4. Divisionsfeldspital
- Divisions-Veterinärabteilung
- Divisions-Wasseraufbereitungsabteilung

### 1. Division
Gliederung der 1. Deutsche Infanterie-Division um 1918
- 1. Infanterie-Brigade
  - 1. Ostpreußische Grenadierregiment Nr. 1 „Kronprinz“
  - Grenadier-Regiment „König Friedrich Wilhelm I.“ (2. Ostpreußisches) Nr. 3
  - Infanterie-Regiment „Herzog Karl von Mecklenburg-Strelitz“ (6. Ostpreußisches) Nr. 43
  - Maschinen-Gewehr-Scharfschützen-Abteilung Nr. 31
  - 3. Eskadron/Ulanen-Regiment „Graf zu Dohna“ (Ostpreußisches) Nr. 8
- Artillerie-Kommandeur Nr. 1
  - 1. Ostpreußisches Feldartillerie-Regiment Nr. 16
  - I. Bataillon/Niedersächsisches Fußartillerie-Regiment Nr. 10
- Pionier-Bataillon Nr. 110
- Divisions-Nachrichten-Kommandeur Nr. 1